# Luisa Basto
Luísa Basto (Serpa, 1947) es una cantante portuguesa, conocida por sus grabaciones del himno del Partido Comunista Portugués (PCP), Avante Camarada (Adelante camarada) y de É Para Ti Mulher Esta Canção (Esta canción es para ti, mujer), himno del Movimento Democrático de Mulheres (Movimiento Democrático de Mujeres (MDM) portugués.

## Trayectoria
Basto nació como Úrsula Lobato en Serpa, en 1947. Sus padres, a los que les gustaba cantar, eran militantes del PCP y se oponían al régimen autoritario del Estado Novo. Durante más de un año, cuando su hija rondaba los doce, llevaron una existencia clandestina en Lisboa y Sintra, imprimiendo publicaciones comunistas hasta que fueron detenidos por la policía secreta. Momento en el que su hija recibió ayuda para viajar a la Unión Soviética. A su llegada a Moscú, fue atendida por el dirigente comunista Álvaro Cunhal y afirma que fue él quien le dio el alias de Luísa Basto. En Moscú, estudió en una escuela para extranjeros. En 1967, grabó su primer álbum titulado Canções Portuguesas, que incluía la primera versión de la canción Avante Camarada, que grabó con la Orquesta de la Radio y Televisión Soviéticas. La canción, escrita por Luís Cília, fue compuesta a petición de Carlos Antunes, entonces representante del PCP en París. La idea era que se difundiera a través de la emisora clandestina Rádio Portugal Livre, que operaba desde Bucarest y por Rádio Voz da Liberdade, una emisora antifascista que transmitía desde Argel. Basto también grabó un Extended play (EP) que se distribuyó clandestinamente en Portugal, titulado Canções Revolucionárias Portuguesas, con música de Fernando Lopes-Graça y letra de Manuel Alegre. Posteriormente, estudió canto en el Instituto Estatal Superior de Música de Moscú, donde se graduó a finales de 1973.
Después de graduarse, Basto se trasladó a París. Tras la Revolución de los Claveles del 25 de abril de 1974, que derrocó al Estado Novo, regresó a Portugal, donde grabó una nueva versión de Avante Camarada, con arreglos y dirección de Pedro Osório. A partir de entonces, actuó por todo el país y también viajó al extranjero para cantar para los emigrantes portugueses. En 1977, formó parte del grupo Os Amigos, que ganó el Festival de la Canción de la Radio y Televisión de Portugal (RTP) de ese año con la canción Portugal no coração (Portugal en mi corazón) y luego representó a Portugal en el Festival de la Canción de Eurovisión, quedando en 10ª posición. La canción era una celebración del final del Estado Novo y de las guerras coloniales de Portugal. Publicada como sencillo, incluía en la cara B una canción titulada Message to Angela Davis en homenaje a la activista política estadounidense Angela Davis. También grabó varios discos en solitario.
En 1980, Basto grabó el álbum Caminho e Canto. En 1981, grabó una tercera versión de Avante Camarada con orquesta y las voces de Carlos Alberto Moniz, Carlos Mendes, Fernando Tordo y otros. Después grabó É Para Ti Mulher Esta Canção, que se convirtió en el himno del Movimento Democrático de Mulheres. En 1982, Basto lanzó el álbum doble 25 Canções. El disco en vivo Recital - Luísa Basto ao vivo se grabó en enero de 1984 con la orquesta de Shegundo Galarza. Otros álbumes contienen Silêncio Vigiado, Fado y Marcha Municipal y canciones utilizadas por la Coalición Democrática Unitaria (CDU), una alianza del PCP y el Partido Ecologista de Portugal "Los Verdes" en las elecciones generales de 1997. Basto interpretó el papel de la cantante de fado Amália Rodrigues en el musical Amália. En 2017 realizó una actuación pública que, en una entrevista de 2021, indicó que probablemente sería la última.

## Reconocimientos
En 2006, Serpa, su ciudad natal, publicó un álbum con sus canciones, titulado Alentejo, en honor a la región portuguesa en la que se encuentra Serpa. En 2010, presentó un espectáculo para celebrar sus 40 años como intérprete. En diciembre de 2010, la revista Avante!, del PCP, publicó un DVD en el que celebraba su carrera. En 2012, publicó el álbum Minha Vida Meu Amor (Mi vida, mi amor).